# Bimalas kvinder
Bimalas kvinder er en oplysningsfilm fra 2008 instrueret af Susanne Pejstrup Eeg og Stine Dalager Nielsen.

## Handling
Beskrivelse: I et forstadskvarter til Kathmandu gemmer der sig en ret stor virksomhed, som næsten udelukkende beskæftiger kvinder. Det går godt økonomisk og fremtiden ser lys ud. Hvem er iværksætteren og hvad er baggrunden for succesen?